# Saint Peters (Missouri)
|  | Dieser Artikel wurde aufgrund von inhaltlichen Mängeln auf der Qualitätssicherungsseite des Projektes USA eingetragen. Hilf mit, die Qualität dieses Artikels auf ein akzeptables Niveau zu bringen, und beteilige dich an der Diskussion! Eine nähere Beschreibung der zu behebenden Mängel fehlt. |

Saint Peters ist eine Stadt im St. Charles County im Osten des US-amerikanischen Bundesstaates Missouri. In Saint Peters lebten laut der US-Volkszählung 2020 am 1. April 57.732 Einwohner.
Saint Peters liegt 42 km nordwestlich von St. Louis und ist Bestandteil der Metropolregion Greater St. Louis.

## Persönlichkeiten
- Kellie Suttle (* 1973), Stabhochspringerin